# ماچی تاوارا
ماچی تاوارا (انگلیسی: Machi Tawara؛ زادهٔ ۳۱ دسامبر ۱۹۶۲) شاعر، نویسنده، و مترجم اهل ژاپن است. تاورا بیشتر به عنوان شاعر معاصر مشهور است. او به خاطر احیای تانکا برای مخاطبان مدرن ژاپنی اعتبار دارد. مهارت او به عنوان مترجم شامل ترجمه ژاپنی کلاسیک به ژاپنی مدرن است، به عنوان مثال کتاب‌هایی مانند مان‌یوشو و داستان بامبوشکن. از آثار مشهور او سالگرد سالاد (サラダ記念日) در سال ۱۹۸۷ است.